# Espace de James
En mathématiques, et plus précisément en analyse fonctionnelle, l'espace de James est un espace de Banach qui sert souvent de contre-exemple aux affirmations générales concernant la structure des espaces de Banach. Il a été introduit pour la première fois en 1950 dans un court article de Robert C. James.
L'espace de James est isométriquement isomorphe à son bidual, mais n'est pas réflexif. De plus, l'espace de James a une base, mais n'a pas de base inconditionnelle.
Soit {\displaystyle {\mathcal {P}}} l'ensemble des suites finies croissantes d'entiers de longueur impaire. Pour toute suite de nombres réels {\displaystyle x=(x_{n})} et {\displaystyle p=(p_{1},p_{2},\ldots ,p_{2n+1})\in {\mathcal {P}}}, on pose 
{\displaystyle \|x\|_{p}:=\left(x_{p_{2n+1}}^{2}+\sum _{m=1}^{n}(x_{p_{2m-1}}-x_{p_{2m}})^{2}\right)^{1/2}.}
L'espace de James, noté J, est défini comme l'ensemble des éléments x de c 0 satisfaisant {\displaystyle \sup _{p\in {\mathcal {P}}}\|x\|_{p}<\infty }, muni de la norme {\displaystyle \|x\|:=\sup _{p\in {\mathcal {P}}}\|x\|_{p}\ }.

## Propriétés
Source :
- L'espace de James est un espace de Banach.
- La base canonique  est une base de Schauder de J.
- J n'a pas de base inconditionnelle.
- L'espace de James n'est pas réflexif. Son image dans le bidual par l'injection canonique est de codimension un.
- L'espace de James est cependant isométriquement isomorphe à son bidual.
- Tout sous-espace fermé de dimension infinie de l'espace de James contient un sous-espace réflexif de dimension infinie.